# Kwanzacetus
Kwanzacetus рід китоподібних ссавців з родини інієвих (Iniidae). Скам'янілості походять з міоцену Анголи.
Новий рід і вид Kwanzacetus khoisani має низку морфологічних особливостей схожих з Inia geoffrensis, включаючи поєднання лобового виступу з носовими частинами, розташованими нижче на передній стінці тімені, латерально спрямований заочноямковий відросток передньої частини, передньозаднє потовщення потиличного гребеня та міцні зуби зі зморшкуватою емаллю. Як підтверджено (хоча і з низькою підтримкою) філогенетичним аналізом, це робить новий таксон найближчим родичем I. geoffrensis, знайденого в морських відкладах. Географічне походження K. khoisani на східному узбережжі Південної Атлантики свідчить про те, що перехід від морського середовища до прісноводного амазонського середовища існування міг відбутися на атлантичному боці Південної Америки. Цей новий запис іще збільшує різноманіття Inioidea у пізньому міоцені, проміжку часу, який тут підтверджено як період розквіту цієї надродини. Нарешті, цей перший опис неогенового китоподібного з внутрішніх відкладень західної Африки на південь від Сахари розкриває потенціал цієї великої прибережної території для розшифровки ключових етапів еволюційної історії сучасних китоподібних у Південній Атлантиці.